# Taysan
Taysan is een gemeente in de Filipijnse provincie Batangas op het eiland Luzon. Bij de laatste census in 2010 telde de gemeente ruim 35 duizend inwoners.

## Geografie

### Bestuurlijke indeling
Taysan is onderverdeeld in de volgende 20 barangays:
| - Bacao - Bilogo - Bukal - Dagatan - Guinhawa - Laurel - Mabayabas - Mahanadiong - Mapulo - Mataas Na Lupa | - Pag-Asa - Panghayaan - Piña - Pinagbayanan - Poblacion East - Poblacion West - San Isidro - San Marcelino - Santo Niño - Tilambo |

## Demografie
Taysan had bij de census van 2010 een inwoneraantal van 35.357 mensen. Dit waren 1.903 mensen (5,7%) meer dan bij de vorige census van 2007. Ten opzichte van de census van 2000 was het aantal inwoners gegroeid met 5.521 mensen (18,5%). De gemiddelde jaarlijkse groei in die periode kwam daarmee uit op 1,71%, hetgeen lager was dan het landelijk jaarlijks gemiddelde over deze periode (1,90%).

De bevolkingsdichtheid van Taysan was ten tijde van de laatste census, met 35.357 inwoners op 93,62 km², 377,7 mensen per km².
Agoncillo · Alitagtag · Balayan · Balete · Batangas City · Bauan · Calaca · Calatagan · Cuenca · Ibaan · Laurel · Lemery · Lian · Lipa · Lobo · Mabini · Malvar · Mataasnakahoy · Nasugbu · Padre Garcia · Rosario · San Jose · San Juan · San Luis · San Nicolas · San Pascual · Santa Teresita · Santo Tomas · Taal · Talisay · Tanauan · Taysan · Tingloy · Tuy